# Rhäzünser

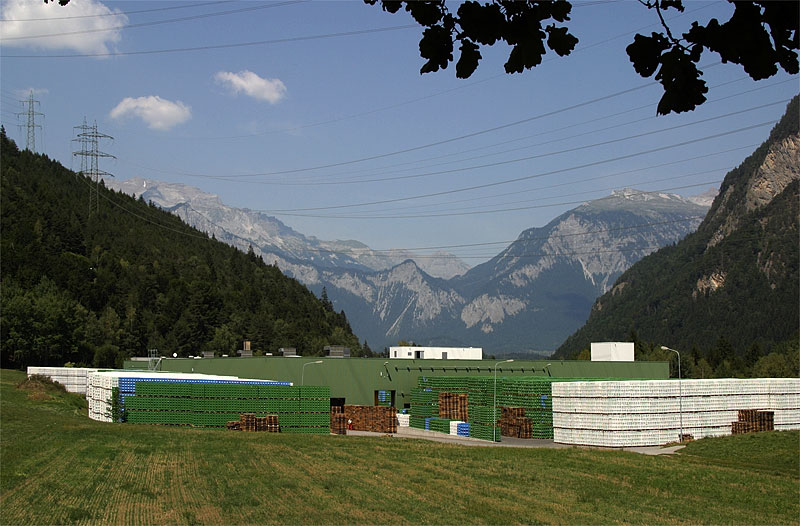
Mineralquelle Rhäzüns

Rhäzünser ist ein Schweizer Mineralwasser aus den Mineralquellen in Rhäzüns.
Erstmals geschichtlich erwähnt wurde die Mineralquelle Rhäzüns Ende des 18. Jahrhunderts. Das Mineralwasser wurde wegen seiner Heilwirkung von Ärzten schon früh besonders bei Nieren- und Blasenleiden, Gicht und Rheumatismus sowie Appetitlosigkeit empfohlen. Erst 100 Jahre später wurde die Quelle von Dr. med. Vieli gefasst und die Rhätische Heilquellen AG gegründet.
Die Familie Maron-Capra vom Hotel Oberalp in Bonaduz kaufte 1927 das Unternehmen und produzierte fortan neben Mineralwasser neu auch „Rhätisana Citro“. Nur sechs Jahre später übernahm die neu gegründete Vereinigte Mineralquellen Rhäzüns und Rothenbrunnen AG das Familienunternehmen. Doch wegen des schlechten Geschäftsgangs wurde die Gesellschaft in den Kriegsjahren schliesslich liquidiert.
Aus dem Konkurs erwarb die Passugger Heilquellen AG die Nutzungsrechte und den bescheidenen Abfüllbetrieb unmittelbar bei der Quelle. Die Feldschlösschen erwarb 1998 die Mehrheit an den Passugger Quellen und damit auch an der Mineralquelle Rhäzüns. Das Unternehmen investierte 14 Mio. Franken in neue Abfüllanlagen und die Erweiterung des Sortiments um Rhäzünser Plus.
Eine Gruppe einheimischer Investoren übernahm 2005 den Betrieb in Passugg von Feldschlösschen und überführte diese in eine rein bündnerische Gesellschaft; die Allegra Passugger Mineralquellen AG. Die Quellen in Rhäzüns, wo heute die Mineralwässer Rhäzünser und Arkina abgefüllt werden, verblieben im Besitz der Feldschlösschen Getränke AG.